# دواين ديدمون
دواين ديدمون (بالإنجليزية: Dewayne Dedmon)‏ مواليد 12 أغسطس 1989 في لانكستر، هو لاعب كرة سلة أمريكي بدأ مسيرته الاحترافية في سنة 2013 يلعب مع فريق أورلاندو ماجيك في الرابطة الوطنية لكرة السلة كلاعب وسط ويحمل الرقم 3. يبلغ طوله 7 قدم 0 بوصة (2.1 م).

## فرق لعب لها
- غولدن ستايت ووريورز
- فيلادلفيا سفنتي سيكسرز
- أورلاندو ماجيك

## إحصائيات المسيرة

### الموسم الاعتيادي
| السنة   | الفريق                 | لعب | بدأ | دقيقة | ميداني% | ثلاثية | حرة  | ارتداد | صنع | استلاب | تصدي | نقطة |
| ------- | ---------------------- | --- | --- | ----- | ------- | ------ | ---- | ------ | --- | ------ | ---- | ---- |
| 2013–14 | غولدن ستايت ووريورز    | 4   | 0   | 1.5   | .000    | .000   | .500 | .0     | .0  | .0     | .0   | .3   |
| 2013–14 | فيلادلفيا سفنتي سيكسرز | 11  | 0   | 13.6  | .517    | .000   | .538 | 4.5    | .3  | .0     | .8   | 3.4  |
| 2013–14 | أورلاندو ماجيك         | 16  | 6   | 14.6  | .434    | .000   | .765 | 4.9    | .1  | .4     | .8   | 3.7  |
| 2014–15 | أورلاندو ماجيك         | 59  | 15  | 14.3  | .562    | .000   | .531 | 5.0    | .2  | .3     | .8   | 3.7  |
| 2015–16 | أورلاندو ماجيك         | 58  | 20  | 12.2  | .559    | .000   | .750 | 3.9    | .2  | .4     | .8   | 4.4  |
| المسيرة |                        | 148 | 41  | 13.1  | .540    | .000   | .651 | 4.4    | .2  | .3     | .8   | 3.8  |

## روابط خارجية
- دواين ديدمون على موقع إن بي أي (الإنجليزية)
- دواين ديدمون على موقع سبورتس رفرنس (الإنجليزية)
- دواين ديدمون على موقع كرة السلة الأوروبية.كوم (الإنجليزية)
- دواين ديدمون على موقع إي إس بي إن.كوم (الإنجليزية)
- دواين ديدمون على موقع كلية كرة السلة في سبورتس رفرنس.كوم (الإنجليزية)
- دواين ديدمون على موقع ريلجم (الإنجليزية)
- دواين ديدمون على موقع بروبوليرز (الإنجليزية)
- دواين ديدمون على موقع سبورتس رفرنس (الإنجليزية)